# 曲子镇
曲子镇，是中华人民共和国甘肃省庆阳市环县下辖的一个乡镇级行政单位。

## 行政区划
曲子镇下辖以下地区：
新城社区、五里桥村、孟家寨村、高李湾村、楼房子村、西沟村、宋家原村、刘旗村、双城村、许家原村、金村寺村、油坊原村、金盆掌村、小庄子村、马家河村和董家原村。